# Kyrkberget (naturreservat, Ljusdals kommun)
Kyrkberget är ett naturreservat i Ljusdals kommun i Gävleborgs län.
Området är naturskyddat sedan 2006 och är 48 hektar stort. Reservatet omfattar delar av Kyrkberget där toppen bildar reservatets centrum och består av  gran- och barrblandskog med lövinslag. I söder finns en gransumpskog med myrar och bäckar. Där rinner också Östra Vallsbäcken.